# الجيش السوري الحر
الجيش السوري الحر هو فصيل رخو في الحرب الأهلية السورية الذي أسسه في 29 يوليو 2011 ضباط القوات المسلحة السورية الذين قالوا إن هدفهم هو إسقاط حكومة بشار الأسد. وبعد أن تأسست المنظمة رسميا، تلاشى هيكلها تدريجيا بحلول أواخر عام 2012، ومنذ ذلك الحين استخدمت مختلف مجموعات المعارضة هوية الجيش السوري الحر.
وفي أواخر عام 2011، كانت تعتبر المجموعة الرئيسية للمنشقين عن الجيش السوري. وكان لها النجاح في وجه قوات حكومية مسلحة أفضل بدرجة كبيرة. ومنذ يوليو 2012 فصاعدا، أدى عدم الانضباط والاقتتال ونقص التمويل إلى إضعاف الجيش السوري الحر، في حين أصبحت الجماعات الإسلامية مهيمنة داخل المعارضة المسلحة.
ويهدف الجيش السوري الحر إلى أن يكون «الجناح العسكري للمعارضة السورية للنظام»، ويهدف إلى إسقاط الحكومة عن طريق العمليات المسلحة، وتشجيع الانشقاقات في صفوف الجيش، والقيام بأعمال مسلحة. وبما أن الجيش السوري منظم وشديد التسليح، فقد اعتمد الجيش السوري الحر تكتيكات حرب العصابات في الريف والمدن. وتركز الاستراتيجية العسكرية للجيش السوري الحر على حملة حرب عصابات متفرقة في جميع أنحاء البلاد، مع التركيز التكتيكي على العمل المسلح في العاصمة دمشق. ولم تكن الحملة ترمي إلى الاستيلاء على الأراضي، وإنما إلى تشتيت القوات الحكومية وسلاسل إمدادها اللوجستية في المعارك من أجل المراكز الحضرية، والتسبب في التناقص الطبيعي في صفوف قوات الأمن، وخفض الروح المعنوية، وزعزعة الاستقرار في دمشق، وهي مركز الحكومة.
وبعد التدخل العسكري التركي في سوريا في عام 2016، أنشئت مجموعة غير رسمية من العرب والتركمان الذين تدعمهم تركيا تحت اسم «الجيش السوري الحر»، مع دعم مادي على الأرض للجيش المنظم الذي تدعمه القوة الجوية التركية والبريطانية. وتتعاون المجموعة تعاونا وثيقا مع القوات التركية في سوريا.

## الشعارات والأعلام
- شعار النبالة الخاص بالجيش السوري الحر الذي يمزج علم الاستقلال السوري؛ مستخدم منذ نوفمبر 2011.
- علم سوريا المستخدم من قبل الجيش السوري الحر حتى نوفمبر 2011
- علم الاستقلال السوري المستخدم من قبل الجيش السوري الحر منذ نوفمبر 2011[26]

## التاريخ

### 2011 – التكوين
قد تكون الانشقاقات الأولى من الجيش السوري خلال الانتفاضة السورية قد وقعت في نهاية أبريل 2011 عندما تم إرسال الجيش إلى درعا لقمع الاحتجاجات المستمرة. وكانت هناك تقارير تفيد بأن بعض الوحدات رفضت إطلاق النار على المحتجين وانشقت عن الجيش.
وفقا لتقارير لم يتم التحقق منها، استمرت الانشقاقات طوال الربيع حيث استخدمت الحكومة القوة المميتة لتضييق الخناق على المحتجين ومحاصرة مدن الاحتجاج في جميع أنحاء البلاد، مثل بانياس وحماة وتلكلخ ودير الزور، وكانت هناك تقارير عن الجنود الذين رفضوا إطلاق النار على المدنيين وأعدموا بإجراءات موجزة من قبل الجيش.
وفي نهاية يوليو 2011، ومع استمرار الانتفاضة السورية منذ مارس 2011، قامت مجموعة من ضباط الجيش السوري المنشقين بإنشاء «الجيش السوري الحر» لإسقاط حكومة الأسد. وفي 29 يوليو 2011، أعلن العقيد رياض الأسعد ومجموعة من الضباط النظاميين تشكيل الجيش السوري الحر، وذلك بهدف حماية المتظاهرين العزل والمساعدة على «إسقاط هذا النظام»، في شريط فيديو على الإنترنت حيث تحدث رياض الأسعد إلى جانب عدة منشقين آخرين.
وأوضح العقيد الأسعد أن تشكيل الجيش الحر ناتج عن شعور الجنود المنشقين بالواجب القومي، والولاء للشعب، والحاجة إلى عمل حاسم لوقف عمليات القتل الحكومية، ومسؤولية الجيش في حماية الأشخاص العزل. وشرع في الإعلان عن تشكيل الجيش السوري الحر، وعزمه على العمل يداً بيد مع الشعب ومع المتظاهرين لتحقيق الحرية والكرامة، وإسقاط الحكومة («النظام»)، وحماية الثورة وموارد البلاد، والوقوف في وجه الآلة العسكرية غير المسؤولة التي تحمي «النظام».
دعا العقيد الأسعد ضباط ورجال الجيش السوري إلى «الانشقاق عن الجيش، والتوقف عن توجيه بنادقهم إلى صدور شعبهم، والانضمام إلى الجيش الحر، وتشكيل جيش وطني يمكن أن يحمي الثورة وجميع قطاعات الشعب السوري بكل طوائفه». وقال إن الجيش السوري «[يمثل] العصابات التي تحمي النظام»، وأعلن أنه «من الآن، سيتم التعامل مع قوات الأمن التي تقتل المدنيين وتحاصر المدن كأهداف مشروعة. سنستهدفهم في جميع أنحاء الأراضي السورية دون استثناء»؛ «سوف تجدنا في كل مكان في جميع الأوقات، وسوف ترى ما لا تتوقعه، إلى أن نعيد حقوق شعبنا وحريته».

### الفارون من الجيش العربي السوري
تم توثيق فرار الجنود إلى الجيش السوري الحر في أشرطة الفيديو. في 23 سبتمبر 2011، اندمج الجيش السوري الحر مع حركة الضباط الأحرار. تعتبر صحيفة وول ستريت جورنال الجيش السوري الحر منذ ذلك الحين مجموعة المنشقين العسكريين الرئيسيين.
في الفترة من 27 سبتمبر إلى 1 أكتوبر، شنت قوات الحكومة السورية، مدعومة بالدبابات والمروحيات، هجومًا كبيرًا على مدينة الرستن في محافظة حمص، والتي كانت تحت سيطرة المعارضة لبضعة أسابيع. كانت هناك تقارير عن وجود أعداد كبيرة من الانشقاقات في المدينة، وذكر الجيش السوري الحر أنه دمر 17 مركبة مدرعة خلال اشتباكات في الرستن، باستخدام قذائف آر بي جي والفخاخ المتفجرة. ادعى ضابط منشق في المعارضة السورية أن أكثر من مائة من الضباط قد انشقوا وكذلك الآلاف من المجندين، على الرغم من أن الكثيرين قد قد اختبأوا أو ذهبوا إلى منازلهم لعائلاتهم، بدلاً من قتال القوات الموالية. كانت معركة الرستن بين القوات الحكومية والجيش السوري الحر هي الأطول والأكثر حدة حتى ذلك الوقت. بعد أسبوع من القتال، اضطر الجيش السوري الحر إلى الانسحاب من الرستن. لتجنب القوات الحكومية، تراجع قائد الجيش الحر، العقيد رياض الأسعد، إلى الجانب التركي من الحدود السورية التركية.
بحلول أكتوبر 2011، تم إيواء قيادة الجيش السوري الحر المؤلفة من 60 إلى 70 شخصًا بمن فيهم القائد رياض الأسد في «معسكر الضباط» في تركيا الذي يحرسه الجيش التركي. في أوائل نوفمبر 2011، واجهت وحدتان من الجيش الحر في منطقة دمشق قوات الحكومة. في منتصف شهر نوفمبر، وفي محاولة لإضعاف القوات الموالية للأسد، أصدرت الجيش السوري الحر بيانًا أعلن فيه تشكيل مجلس عسكري مؤقت.
في أكتوبر 2011، قال مسؤول أمريكي إن الجيش السوري ربما فقد 10 آلاف بسبب الانشقاقات. بحلول أكتوبر، سيبدأ الجيش السوري الحر في الحصول على دعم عسكري من تركيا، التي سمحت لجيش المتمردين بتشغيل قيادته ومقره من محافظة هاتاي الجنوبية في البلاد بالقرب من الحدود السورية، وقيادته الميدانية من داخل سوريا. وكثيرا ما شن الجيش السوري الحر هجمات على البلدات والمدن الشمالية في سوريا، بينما يستخدم الجانب التركي من الحدود كمنطقة آمنة وطريق إمداد.
وبحلول بداية شهر أكتوبر، كان يتم الإبلاغ بشكل منتظم إلى حد ما عن المواجهات بين وحدات الجيش الموالية والمنشقين. خلال الأسبوع الأول من الشهر، تم الإبلاغ عن اشتباكات متواصلة في جبل الزاوية في المناطق الجبلية في محافظة إدلب. في 13 أكتوبر، تم الإبلاغ عن اشتباكات في بلدة الحارة في محافظة درعا في جنوب سوريا أسفرت عن مقتل اثنين من المتمردين وستة جنود موالين، وفقًا للمرصد السوري لحقوق الإنسان ومقره لندن. كما وردت أنباء عن وقوع اشتباكات في مدينة بنش في محافظة إدلب، مما أسفر عن مقتل 14 شخصًا لكل من البلدات المتضررة، بما في ذلك المتمردون والموالون والمدنيون. بعد بضعة أيام في 17 أكتوبر، قُتل خمسة جنود حكوميين في بلدة القصير في محافظة حمص الوسطى، بالقرب من الحدود مع لبنان، وأصيب 17 شخصًا بجروح في مناوشات مع منشقين في بلدة حاس في محافظة إدلب بالقرب من سلسلة جبال جبل الزاوية، رغم أنه لم يتضح ما إذا كان الجرحى من بينهم مدنيون. وفقًا للمنظمة التي تتخذ من لندن مقراً لها، قتل ما يقدر بنحو 11 جنديًا حكوميًا في ذلك اليوم، أربعة منهم قتلوا في تفجير. لم يكن واضحًا ما إذا كان المنشقون المرتبطون بهذه الحوادث مرتبطين بالجيش السوري الحر.

## الكتائب
- كتيبة خالد بن الوليد في محافظة حمص.
- كتيبة القاشوش في مدينة حماة.
- كتيبة أبي الفداء في شمال محافظة حماة.
- كتيبة معاذ الركاض في مدينة دير الزور.
- كتيبة الله أكبر في مدينة البوكمال.
- كتيبة حمزة الخطيب في جبل الزاوية.
- كتيبة الأبابيل في مدينة حلب.
- كتيبة آل الهرموش في معرة النعمان ومحيطها ومناطق أخرى من محافظة إدلب.
  - سرية سومر إبراهيم في شمال شرق محافظة إدلب.
- كتيبة معاوية بن أبي سفيان في دمشق (أعلن عن تشكيلها في 9 أيلول 2011).
- كتيبة أبو عبيدة بن الجراح في ريف دمشق (أعلن عن تشكيلها في 9 أيلول 2011).
- كتيبة العمري في درعا (أعلن عن تشكيلها في 30 أيلول 2011).
- كتيبة الشهيد أحمد خلف في درعا أعلن عن تشكيلها في (11 كانون الأول 2011).
- كتيبة الرشيد في الرقة (أعلن تشكيلها في 26 كانون الأول 2011).
- كتيبة جعفر بن أبي طالب (التل )

## الألوية
- لواء الإسلام في دمشق وريفها(أعلن عن تشكيله في 5 حزيران 2012)ومن أهم كتائبه:

-كتائب الأمويين
-كتيبة معاذ
-كتيبة الزبير بن العوام
-كتيبة الخطاب
-كتيبة حمزة
-كتيبة أحمد بن حنبل (ويذكر أن من أهم عمليات لواء الإسلام استهداف مبنى الأمن القومي بدمشق الذي أودى بحياة قادة سوريين عسكريين كبار)
- لواء التوحيد في حلب وريفها(أعلن عن تشكيله في 18 تموز 2012 ومن أهم كتائبه:

-كتيبة أنصار الحق
-كتيبة سيوف الشهباء
-كتيبة فرسان حلب
- لواء المجد في حماة وريفها (أعلن عن تشكيله في 25 أيار 2012 ومن أهم كتائبه:

-كتيبة أبوعبيدة بن الجراح
-كتيبة أبناء شهداء حماة
- لواء خالد بن الوليد في حمص وريفها(أعلن عن تشكيله في 6 كانون الأول 2011 ومن أهم كتائبه:

-كتيبة الشهيدة هاجر الخطيب
-كتيبة درع محمد
-كتيبة الشهيد أمحد محمد الحميد
-كتيبة محمد بن عبد الله
-كتائب الفاروق
- لواء الأحواز في دير الزور وريفها(أعلن عن تشكيله في 22 نيسان 2012 ومن أهم كتائبه:

-كتيبة جنود بيت المقدس
-كتيبة ذو الفقار
-كتيبة بابا عمرو
-كتيبة أنصار السنة
- لواء درع الشمال في ادلب وريفها(أعلن عن تشكيله في 21 شباط 2012 ومن أهم كتائبه:

-كتيبة قبضة الشمال
-كتيبة يوسف العظمة
-كتيبة فرسان القادسية
-كتيبة ذي قار
-كتيبة فرسان الجبل
-كتيبة محمد الفاتح
-كتيبة جنود الرحمن
- لواء تحرير الجنوب في درعا وريفها(أعلن عن تشكيله في 29 نيسان 2012

### كتيبة خالد بن الوليد
تتألف كتيبة خالد بن الوليد من ثمانية سرايا وفق البيان الثاني لـ«المجلس العسكري للكتائب المنشقة» بتاريخ 1 تشرين الأول 2011، وهيَ:
- سرية «حمص العدية»، في وسط مدينة حمص.
- سرية «النشامي»، في شارع الستين وحي كرم الزيتون في حمص.
- سرية «عمر بن الخطاب»، في حيَّي بابا عمرو وجورة العرايس في حمص.
- سرية «أبو بكر الصديق»، في حي دير بعلبة في حمص.
- سرية «أحرار تلبيسة»، في مدينة تلبيسة.
- سرية «البرج»، في مدينة تلكلخ.
- سرية «علي بن أبي طالب»، في منطقة الحولة (أعلن عن تشكيلها في 27 أيلول 2011).
- سرية «أبو ذر الغفاري»، في بلدة الزعفرانة ومحيطها.

## البنية والقيادة عند بداية التأسيس
أعلن في نفس بيان تأسيس الجيش عن تشكيلته القياديَّة الأولية، وهي كالتالي:
- قائد الجيش العقيد «رياض موسى الأسعد».
- نائب القائد العقيد «أحمد حجازي».
- قائد كتيبة حمزة الخطيب المقدم «عبد الستار يونسو» في درعا.
- قائد كتيبة الحرية النقيب «إبراهيم مجبور» في إدلب.
- قائد كتيبة صلاح الدين النقيب «علاء الدين».
- قائد كتيبة القاشوش النقيب «أيهم الكردي».
- النقيب «قيس».
- الملازم الأول «تيسير يونسو».
- الملازم الأول «أحمد الخلف».
- الملازم «مازن الزين».[47]
- المنسق الإعلامي منهل العداي

## الاسلحة
يمتلك الجيش الحر بنادق هجومية مثل كلاشنكوف وإم16 والرشاشات مثل بي كاي وقواذف آر بي جي.
مصادر الاسلحة من الغارات على نقاط التفتيش والمنشقين من الجيش.
مضاد طائرات رشاش 23 ورشاش 14 ونص، (تم اغتنامهم من الفوج 64)، وصاوريخ كوبرا. أيضا صواريخ تاو مضادة للدروع.

## انتهاكات حقوق الإنسان والادعاءات بارتكاب جرائم حرب
في 20 مارس 2012، أصدرت منظمة هيومن رايتس ووتش رسالة مفتوحة إلى المعارضة (بما في ذلك الجيش السوري الحر) تتهمها فيها بالقيام بعمليات اختطاف وتعذيب وإعدام، وتدعوها إلى وقف هذه الممارسات غير القانونية. وقد وثقت لجنة التحقيق الدولية المستقلة المعنية بالجمهورية العربية السورية التي ترعاها الأمم المتحدة جرائم الحرب في سوريا منذ بداية الحرب الأهلية. وقالت أن مسلّحي المعارضة ارتكبوا جرائم حرب ولكنهم «لم يصلوا إلى خطورة وتواتر ونطاق» القوات التابعة للدولة. كما انتقدت بعض الجماعات المتحالفة مع الجيش الحر لانتماءها المزعوم إلى الإسلاميين.
وقد اتهم الجيش السوري الحر بالإعدام التعسفي للعديد من السجناء الذين يدعي أنهم من الجنود الحكوميين أو الشبيحة، والأشخاص الذين يدعي أنهم من المخبرين. وقال قائد المتمردين في دمشق أن وحدته أعدمت على مدى الشهور ربما 150 شخصًا وجد «المجلس العسكري» أنهم مخبرين. وأوضح: «إذا اتهم رجل بأنه مخبر، فان المجلس العسكري هو الذي يحكم عليه. ثم يتم إما إعدامه أو الإفراج عنه». وقال نديم حوري، وهو باحث في الشرق الأوسط لمنظمة هيومن رايتس ووتش أن «تعمد قتل أي شخص، حتى الشبيحة، بمجرد أن يكون خارج القتال هو جريمة حرب، بغض النظر عن مدى فظاعة الشخص». وفي 10 أغسطس 2012، أشار تقرير إلى أن منظمة هيومن رايتس ووتش تحقق مع القوات المتمردة بشأن عمليات القتل هذه. وذكر الجيش السوري الحر من جهته أنهم سيضعون المقاتلين الذين قاموا بعمليات القتل غير المشروعة في المحاكمة.
في عام 2012، أبلغ شهود عن قيام المتمردين «بمحاكمة خطيرة»، حيث حصل جندي حكومي على محاكمة وهمية بالقرب من قبر مُعد مسبقًا وأُعدم على الفور من قِبل مسلّحي «لواء عمرو بن العاص». قال أحد المتمردين: «أخذناه على قبره، وبعد سماع أقوال الشهود، أطلقنا عليه الرصاص».
أشارت تقارير أن كتيبة داود، التي تعمل في منطقة جبل الزاوية، استخدمت الجنود الأسرى في تفجيرات بالوكالة في عام 2012. وشمل ذلك ربط الجندي الأسير بسيارة محملة بالمتفجرات وإجباره على القيادة إلى نقطة تفتيش تابعة للجيش، لتقوم قوات المتمردين بتفجير السيارة عن بُعد.
في عام 2012، لاحظت الأمم المتحدة بعض الادعاءات الموثوقة بأن قوات المتمردين بما في ذلك الجيش السوري الحر، كانت تجنّد الأطفال، على الرغم من سياسة الجيش السوري الحر المعلنة بعدم تجنيد أي شخص يقل عمره عن 17 عامًا. وقال أحد قادة المتمردين إن ابنه البالغ من العمر 16 عامًا توفي وهو يقاتل القوات الحكومية.
في مقطع فيديو تم تحميله على الإنترنت في أوائل أغسطس 2012، أعلن ممثل للجيش السوري الحر أنه استجابةً للمخاوف الدولية، ستتبع وحدات الجيش السوري الحر المبادئ التوجيهية لاتفاقية جنيف بشأن معاملة السجناء وستضمن للأسرى الغذاء والرعاية الطبية والاحتجاز في أماكن بعيدة عن مناطق القتال. كما قام بدعوة عاملي الصليب الأحمر لتفقّد مرافق الاحتجاز الخاصة بهم. وفي 8 أغسطس، وزع قادة الجيش السوري الحر «قواعد سلوك من 11 نقطة» موقّعة من قبل عشرات قادة الألوية وقادة المتمردين. ورد فيها: «يجب على جميع المقاتلين احترام حقوق الإنسان ... مبادئنا الدينية المتسامحة والقانون الدولي لحقوق الإنسان - نفس حقوق الإنسان التي نكافح من أجلها اليوم».
الجدول الزمني لبعض جرائم الحرب البارزة من جانب الجماعات التي تعتبر جزءًا من الجيش السوري الحر:
- في 22 أيار 2012، اختطف لواء عاصفة الشمال 11 حاجًا لبنانيًا قادمًا من إيران.[65] قُتل أربعة منهم في غارة جوية شنتها القوات الجوية السورية، وأُطلق سراح الباقين سالمين.[66]
- في 20 يوليو 2012، قال نائب وزير الداخلية العراقي عدنان هادي الأسدي، أن حرس الحدود العراقيين شهدوا قيام الجيش السوري الحر بالسيطرة على موقع حدودي، واحتجاز ضابط برتبة مقدم في الجيش السوري، ثم قطع ذراعيه وساقيه، ثم قاموا بإعدام 22 جنديًا سوريًا.[67]
- في 21 يوليو 2012، قال سائقو الشاحنات الأتراك أن شاحناتهم سُرقت من أفراد الجيش السوري الحر عندما استولوا على مركز حدودي. وقالوا إن بعض الشاحنات أُحرقت وبيعت شاحنات أخرى لسائقيها بعد أن نُهبت البضائع.[68]
- يذكر تقرير الأمم المتحدة حول جرائم الحرب أن إعدام الجيش السوري الحر لخمسة جنود علويين في اللاذقية، بعد يوليو/تموز 2012، كان جريمة حرب. يذكر التقرير، «في هذه الحالة، ارتكبت الجيش السوري الحر جريمة حرب الإعدام دون محاكمة عادلة».[69]
- في 13 أغسطس/آب 2012، ظهرت سلسلة من ثلاثة مقاطع فيديو تُظهر عمليات إعدام السجناء، على أيدي قوات المتمردين، في محافظة حلب. في إحدى المقاطع، يظهر طرد ستة عمال بريد من المبنى البريدي الرئيسي في مدينة الباب حتى مقتلهم، على أيدي مقاتلي الجيش السوري الحر. زعم المسلحون أنهم شبيحة.[70][71][72][73]
- في 9 سبتمبر 2012، فجر الجيش الحر سيارة مفخخة قرب مستشفى الحياة والمستشفى المركزي في حلب. وفقًا لوسائل الإعلام السورية، قتل ما لا يقل عن 30 شخصًا،[74] وأكثر من 64 جريحًا.[75] بينما ادعى المتمردون أن الجيش السوري احتل مباني المستشفى وكان يستخدمها كقاعدة.[76]
- في 10 سبتمبر 2012، أعدم لواء الصقور في الجيش السوري الحر أكثر من 20 جنديًا سوريًا تم أسرهم في قاعدة هنانو العسكرية.[77]
- في 2 نوفمبر 2012، قامت «كتيبة الصديق» التابعة للجيش السوري الحر باختطاف وإعدام الممثل السوري البارز محمد رافع. وادعى المسلّحون أنه كان أحد أعضاء الشبيحة وكان يحمل سلاحًا وهوية عسكرية.[78][79]
- في أيار/مايو 2013، نُشر شريط فيديو على الإنترنت يُظهر أحد المتمردين وهو يقطع أعضاء جثة جندي سوري ويضع أحدهم في فمه «كما لو كان يعضه». ودعا المتمردين إلى العمل مثله وإرهاب الطائفة العلوية التي يدعم معظم أبناءها الأسد. أكدت هيومن رايتس ووتش (HRW) صحة اللقطات، وذكرت أن «تشويه جثث الأعداء هو جريمة حرب». وكان المتمرد خالد الحمد، المعروف باسمه «أبو صقر»، قائد «لواء عمر الفاروق» المستقل. ووصفته هيئة الإذاعة البريطانية بأنه فرع من كتائب الفاروق التابعة للجيش السوري الحر، بينما قالت هيومن رايتس ووتش إنه «من غير المعروف» ما إذا كان اللواء جزءًا من الجيش السوري الحر. أدان رئيس أركان الجيش السوري الحر هذه الحادثة وقال الائتلاف الوطني السوري إن أبو صقر سيُحاكم.[80][81] وقال أبو صقر إن التشويه كان انتقاما. ادعى أنه عثر على شريط فيديو على هاتف الجندي السوري يُظهر قيامه بالإساءة جنسيًا لامرأة وابنتيها،[82] إلى جانب مقاطع فيديو أخرى تُظهر الموالين للأسد يغتصبون ويعذبون ويقتلون ويقتلون الناس، بمن فيهم الأطفال.[83] وذكر أيضًا أنه إذا استمرت الحرب، فإن «كل الشعب السوري» سيكون مثله.[83] وفي 6 أبربيل قُتل في محافظة اللاذقية على يد الجيش السوري، إذ تبيّن انتماؤه إلى جبهة النصرة المرتبطة بالقاعدة.[84]

- في ديسمبر/كانون الأول 2012، اختطف مسلحون فريق أخبار NBC المكون من ستة صحفيين، بينهم كبير المراسلين الأجانب في الشبكة ريتشارد إنجل. في البداية ألقى إنجل اللوم على مقاتلي الشبيحة الموالين للحكومة، لكن اتّضح أن الجناة هم على الأرجح من جماعة لواء صقور شمال إدلب المتمردة التابعة للجيش الحر.[85]
- منذ يوليو 2013، نفذّت جبهة النصرة في بعض الأحيان بالتنسيق مع غيرها من الجماعات المسلحة، سلسلة من عمليات قتل المدنيين الأكراد في اليوسفية بالقامشلي والأسدية بالحسكة. وخلال هجوم شنّه تنظيم الدولة الإسلامية والنصرة والجبهة الإسلامية وجماعات الجيش السوري الحر، قتل المقاتلون رجلًا يزيديًا كرديًا في بلدة الأسدية رفض اعتناق الإسلام.[86]
- بعد استعادة بلدة جرابلس من داعش في سبتمبر 2016، نشرت ميليشيات المعارضة التابعة لفرقة السلطان مراد صوراً لأنفسهم وهم يعذّبون أربعة أسرى الحرب من مقاتلي وحدات حماية الشعب، والذين تم القبض عليهم من قبل الجماعة المتمردة، والذين -وفقًا لمزاعم YPG- كانوا يحاولون إخلاء المدنيين.[87]
- قبضت مجموعة جيش النصر (التابعة لميليشيا الجيش الحر) على مدنيين، بعضهم أطفال، وقامت بسجنهم، معظمهم من اللاذقية. تم إطلاق سراح 112 منهم في فبراير 2017 كجزء من عملية تبادل للأسرى.[88]

### تجنيد الأطفال
ورد اسم الجيش السوري الحر في تقرير هيومان رايتس ووتش لعام 2014 الذي يصف الممارسة واسعة الانتشار المتمثلة في استخدام الجنود الأطفال من قبل الجماعات المسلحة غير الحكومية؛ أجرى التقرير مقابلات مع أطفال لا تتجاوز أعمارهم 14 عامًا قاتلوا مع الجيش السوري الحر.
في عام 2014، تحققت الأمم المتحدة من أن الجيش السوري الحر قد جند أكثر من 142 من الأطفال. ذكرت الأمم المتحدة «أدى تشتت الجيش السوري الحر إلى تجنيد محلي ومتغير وممارسات التدريب والمرتبات. خلال المعارك المسلحة، تم استخدام الأطفال من أجل القتال، والعناية بالجرحى أو لتسجيل الأحداث لأغراض دعائية».
في عام 2016، تحققت الأمم المتحدة من 62 حالة أخرى قام فيها الجيش السوري الحر بتجنيد واستخدام الجنود الأطفال.